# آنجلیک کیدجو
آنجلیک کیدجو (انگلیسی: Angélique Kidjo؛ زادهٔ ۱۴ ژوئیهٔ ۱۹۶۰) با نام اصلی آنجلیک کدسلوکو هینتوهونسینوکاندجومانتا زوگبین کیدجو (Angélique Kpasseloko Hinto Hounsinou Kandjo Manta Zogbin Kidjo) یک خواننده، ترانه‌سرا، بازیگر و فعال سینما، بنینی-آمریکایی است که به خاطر تأثیرات موسیقی متنوع و نماهنگهای خلاقش مورد توجه است. وی از سال ۱۹۸۲ میلادی تاکنون مشغول فعالیت بوده‌است. در سال ۲۰۰۷، مجله تایم او را «دیوا (سردسته زنان خواننده اپرا) ی برتر آفریقا» نامید.
وی همچنین برندهٔ جوایزی همچون کالج موسیقی برکلی، جایزه گرمی برای بهترین آلبوم موسیقی ملل، و دانشگاه ییل شده‌است.